# Beschaffung aktuell
Beschaffung aktuell ist ein deutschsprachiges Fachmagazin für Einkäufer, Einkaufsleiter insbesondere CPO und Geschäftsführer. Inhaltlich beschäftigen sich die redaktionellen Beiträge mit dem strategischen und operativen Einkauf sowie mit allen Themen rund um das moderne Supply Management. Die Printausgabe ist seit 1954 auf dem Markt und wird hauptsächlich im Abonnement vertrieben. Ergänzend informiert das Magazin in einem umfangreichen Online-Portal, via Newsletter und auf den Sozialen Medien alle interessierten User. Das Fachmagazin Beschaffung aktuell ist eine Publikation der Konradin Mediengruppe.

## Geschichte
Als im Herbst 1954 in Stuttgart das erste bundesweite Einkäufertreffen stattfand, wurde die Bundesarbeitsgemeinschaft Industrieller Einkauf BIE gegründet. Im Dezember erschien die erste Ausgabe des Fachmagazins „Der Industrielle Einkauf“. Die Schriftleitung hatte Max Rembeck, als Verleger fungierte Hans Dannemann; zu den Männern der ersten Stunde gehörten Kind, Hans Ovelgönne und H. Rump. Die Anfänge gestalteten sich mühsam; das sechsmal pro Jahr erscheinende Magazin wurde in einer kleinen Verlagsgesellschaft bürgerlichen Rechts geführt; die erhoffte Mitarbeit aus Einkäuferkreisen blieb weitgehend aus. Im Winter 1969/70 wurde den Gründern die Arbeitslast des Magazins schwer. Ab 1970 übernimmt der Konradin Verlag den Titel. 1971 erscheint das Magazin mit zehn Ausgaben. 1972 wird der Umschlag im Vierfarbdruck hergestellt, und mit der ersten Ausgabe 1973 erblickt der neue Titel „Beschaffung aktuell“ das Licht der Welt. Der Bundesverband Industrieller Einkauf BIE wird 1979 umgetauft in Bundesverband Materialwirtschaft und Einkauf BME. Im Oktober 1988 hat der BME unter dem Aspekt der integrierten Materialwirtschaft die Logistik für sich entdeckt und in seinen Namen aufgenommen: „Bundesverband Materialwirtschaft, Einkauf und Logistik“. – Mit fünf Relaunches in 60 Jahren ist das Fachmagazin für Einkauf, Materialwirtschaft und Logistik „Beschaffung aktuell“ einen geradlinigen Weg gegangen und begleitet den Berufsstand des Einkaufs bis heute.